# Особовий листок з обліку кадрів
Особо́вий листо́к з о́бліку ка́дрів — це обов'язковий документ особової справи персоналу установ, організацій, в якому фіксуються автобіографічні відомості. Його заповнюють перед оформленням на роботу, для участі у певному конкурсі. 
В ньому обов'язково зазначаються:
- 1. Назва документа.
- 2. Прізвище, ім'я, по батькові.
- 3. Дата й місце народження.
- 4. Відомості про освіту.
- 5. Відомості про наукові ступені, вчені звання.
- 6. Якими мовами володіє.
- 7. Трудова діяльність.
- 8. Державні нагороди.
- 9. Зарубіжні та міжнародні наукові відзнаки.
- 10. Відомості про родину.
- 11. Паспортні дані.
- 12. Домашня адреса.
- 13. Особистий підпис.
- 14. Дата заповнення документа.

Ті, хто заповнюють особовий листок, обов'язково наклеюють фотокартку (місце для фотокартки визначено на бланку документа).
Нині в особовий листок з обліку кадрів не вносять відомостей про партійну, національну належність та про походження.
Особовий листок з обліку кадрів заповнюється особисто кандидатом(-кою) на посаду / працівником(-цею) чорнилом або кульковою ручкою, розбірливо, без виправлень.
Правильність заповнення особового листка з обліку кадрів (дати, найменування підприємств, установ, організацій, посад, робіт, кваліфікації, населених пунктів) обов'язково звіряється із записом у паспорті, трудовій книжці, документі про освіту, військовому квитку та ін.

## Послідовність заповнення особового листка з обліку кадрів
Рядок 1 — зазначається прізвище, ім'я, по батькові (у називному відмінку);
Рядок 2 — заповнюється стать: «чол.» чи «жін.»;
Рядок 3 — вказується рік, число (арабськими), місяць (літерами) народження;
Рядок 4 — вказується повне найменування населеного пункту (в називному відмінку), району, області (в родовому відмінку) відповідно до записів у свідоцтві про народження;
Рядок 5 — вказується освіта:
- вища — для осіб, які закінчили вищі навчальні заклади третього або четвертого рівня акредитації: інститут, консерваторія, академія, університет;
- незакінчена вища (неповна вища, базова вища) — для осіб, які закінчили три повні курси вищого навчального закладу;
- середня спеціальна — для осіб, які закінчили технікуми, та прирівняні до них навчальні заклади;
- середня  — для осіб, які отримали атестат зрілості;
- незакінчена середня — для осіб, які закінчили 9 класів загальноосвітньої школи.

Найменування навчального закладу та місце його знаходження, найменування факультету чи відділення, спеціальності записується відповідно до запису у документі про освіту.
Рядок 6 — вказується мова (в орудному відмінку) та рівень володіння нею.
Рядок 7 — вказується вчений ступінь (кандидат наук, доктор наук), із розшифруванням галузі науки, та вчене звання (професор, доцент) або робиться запис «немає»;
Рядок 8 — перелічуються назви опублікованих праць, зареєстрованих в установленому порядку винаходів із зазначенням року їх видання та реєстрації. Якщо таких нема, робиться запис: «не маю»;
Рядок 9 — заносяться такі відомості (за записами у трудовій книжці):
місяць і рік (арабськими цифрами), посада (у називному відмінку), повне найменування підприємства, установи, організації (у родовому відмінку)  (відомості, за вибором кандидата, заносяться такі, які у минулому стосувалася посади на яку претендує кандидат або і інші з його трудової діяльності).
У графі «Місцезнаходження підприємства, установи, організації» вказується повна назва населеного пункту (у називному відмінку), району, області (у родовому відмінку), така, яку він мав у зазначений час: м. Вишневе Київської області.
Військова служба записується із зазначенням посади та номера військової частини: командир роти військової частини № 2118.
У графі «Місцезнаходження підприємства, установи, організації» вказується повне найменування населеного пункту(в називному відмінку), району, області (у родовому відмінку).
Військова служба записується із зазначенням посади та номера військової частини. У графі «Місцезнаходження підприємства, установи, організації» вказується населений пункт, район, область або військовий округ (флот).
Рядок 10 — країни вказуються відповідно до назви, яку вони мали під час перебування в них працівника. У графі «Мета перебування» слід робити запис: туристична поїздка, службове відрядження тощо.
Рядок 11 — записується дата нагородження, назва державної нагороди.
Рядок 12 — запис повинен відповідати запису у військовому квитку.
Рядок 13 — вказується: одружений(-а), неодружений(-а), розлучений(-а), а також прізвища, імена, по батькові, дата народження членів сім'ї, які проживають разом з працівником.
Рядок 14 — вказується поштовий індекс, найменування населеного пункту (у називному відмінку), району, області (у родовому відмінку), вулиці, номер будинку, квартири, домашнього телефону. Потім записується серія та номер паспорта, найменування органу, який його видав, дата видачі.
Особовий листок підписується працівником і зазначається дата його заповнення.